# Czubata (Złocieniec)
Czubatka, przejściowo Czubata (niem. Ludwigsberg) – nieistniejąca osada w Polsce, obecnie niewymieniana w TERYT, położona w województwie zachodniopomorskim, w powiecie drawskim, w gminie Złocieniec. 
W l. 30. XIX wieku wymieniana jako folwark w rejencji koszalińskiej, w powiecie drawskim.
W l. 60. XIX wieku osadę, położoną w odległości 1 1/4 mili pruskiej na północno-wschodni wschód od Drawska Pomorskiego zamieszkiwało 8 mieszkańców. Należała ona do parafii ewangelickiej w Darskowie.
Osada występuje na mapach jako folwark jeszcze w l. 30. XX wieku.
Osada, prawdopodobnie omyłkowo, została wpisana w rejestrze nazw miejscowości jako część miasta Złocieniec. W 2005 roku samorząd gminy wystąpił z wnioskiem o formalne zniesienie miejscowości. 